# Sakrah
Sakrah (tiếng Ả Rập: سكرة, cũng đánh vần Sakra) là một ngôi làng ở tỉnh Homs ở miền trung Syria, ngay phía đông của Homs và ở rìa phía tây của sa mạc Syria. Theo Cục Thống kê Trung ương (CBS), Sakrah có dân số 2.155 vào năm 2004.
Vào tháng 9 năm 2014, một cuộc họp dành riêng cho hòa giải Syria đã được tổ chức tại Sakrah. Được tổ chức bởi Thống đốc Homs Talal al-Barazi, cuộc họp bao gồm Tổng thư ký Đảng Nhân dân, Nawaf al-Melhim, đại diện làng Ahmad Awdeh và Mục sư Zahri Khaza'al của Nhà thờ Saint Mary của Vành đai Thánh. Các đại biểu kêu gọi khôi phục hòa bình và khoan dung ở Homs và khẳng định sự ủng hộ của họ đối với sự thống nhất quốc gia trong cuộc nội chiến ở Syria.